# Judy Tegart
Judith Anne »Judy« Marshall Tegart Dalton, avstralska tenisačica, * 12. december 1937, Melbourne, Avstralija.
V vseh konkurencah se je dvajsetkrat uvrstila v finale turnirjev za Grand Slam, v katerih je dosegla devet zmag. V posamični konkurenci je največji uspeh kariere dosegla leta 1968, ko se je uvrstila v finale turnirja za Odprto prvenstvo Anglije, kjer jo je v dveh nizih premagala Billie Jean King. Na turnirjih za Odprto prvenstvo Avstralije se je najdlje uvrstila v polfinale leta 1968, na turnirjih za Odprto prvenstvo ZDA v četrtfinale v letih 1968 in 1971, na turnirjih za Odprto prvenstvo Francije pa v četrti krog trikrat. V konkurenci ženskih dvojic je osvojila vse štiri turnirje za Grand Slam, štirikrat Odprto prvenstvo Avstralije, dvakrat Odprto prvenstvo ZDA ter po enkrat Odprto prvenstvo Anglije in Odprto prvenstvo Francije, še trikrat se je uvrstila v finale. V konkurenci mešanih dvojic se je osemkrat uvrstila v finale turnirjev za Grand Slam, edino zmago je dosegla na turnirju za Odprto prvenstvo Avstralije. V letih 1965 in 1970 je z reprezentanco osvojila Pokal federacij.

## Finali Grand Slamov

### Posamično (1)

#### Porazi (1)
| Leto | Turnir                   | Nasprotnica v finalu | Rezultat finala |
| 1968 | Odprto prvenstvo Anglije | Billie Jean King     | 7–9, 5–7        |

### Ženske dvojice (11)

#### Zmage (8)
| Leto | Turnir                          | Partnerica      | Nasprotnici v finalu             | Rezultat finala |
| 1964 | Prvenstvo Avstralije            | Lesley Turner   | Robyn Ebbern Margaret Smith      | 6–4, 6–4        |
| 1966 | Amatersko prvenstvo Francije    | Margaret Smith  | Jill Blackman Fay Toyne          | 4–6, 6–1, 6–1   |
| 1967 | Prvenstvo Avstralije (2)        | Lesley Turner   | Lorraine Robinson Évelyne Terras | 6–0, 6–2        |
| 1969 | Odprto prvenstvo Avstralije (3) | Margaret Court  | Rosemary Casals Billie Jean King | 6–4, 6–4        |
| 1969 | Odprto prvenstvo Anglije        | Margaret Court  | Patti Hogan Peggy Michel         | 9–7, 6–2        |
| 1970 | Odprto prvenstvo Avstralije (4) | Margaret Court  | Karen Krantzcke Kerry Melville   | 6–1, 6–3        |
| 1970 | Odprto prvenstvo ZDA            | Margaret Court  | Rosemary Casals Virginia Wade    | 6–3, 6–4        |
| 1971 | Odprto prvenstvo ZDA (2)        | Rosemary Casals | Gail Chanfreau Françoise Dürr    | 6–3, 6–3        |

#### Porazi (3)
| Leto | Turnir                       | Partnerica     | Nasprotnici v finalu           | Rezultat finala |
| 1968 | Prvenstvo Avstralije         | Lesley Turner  | Karen Krantzcke Kerry Melville | 4–6, 6–3, 2–6   |
| 1966 | Prvenstvo Anglije            | Margaret Smith | Maria Bueno Nancy Richey       | 3–6, 6–4, 4–6   |
| 1972 | Odprto prvenstvo Anglije (2) | Françoise Dürr | Billie Jean King Betty Stöve   | 2–6, 6–4, 3–6   |

### Mešane dvojice (8)

#### Zmage (1)
| Leto | Turnir               | Partner    | Nasprotnika v finalu        | Rezultat finala |
| 1966 | Prvenstvo Avstralije | Tony Roche | Robyn Ebbern William Bowrey | 6–1, 6–3        |

#### Porazi (7)
| Leto | Turnir                       | Partner         | Nasprotnika v finalu         | Rezultat finala |
| 1963 | Nacionalno prvenstvo ZDA     | Ed Rubinoff     | Margaret Smith Ken Fletcher  | 6–3, 6–8, 2–6   |
| 1964 | Nacionalno prvenstvo ZDA (2) | Ed Rubinoff     | Margaret Smith John Newcombe | 6–10, 6–4, 3–6  |
| 1965 | Prvenstvo Anglije            | Tony Roche      | Margaret Smith Ken Fletcher  | 10–12, 3–6      |
| 1965 | Nacionalno prvenstvo ZDA (3) | Frank Froehling | Margaret Smith Fred Stolle   | 2–6, 2–6        |
| 1967 | Prvenstvo Avstralije         | Tony Roche      | Lesley Turner Owen Davidson  | 7–9, 4–6        |
| 1969 | Odprto prvenstvo Anglije (2) | Tony Roche      | Ann Haydon Fred Stolle       | 2–6, 3–6        |
| 1970 | Odprto prvenstvo ZDA (4)     | Frew McMillan   | Margaret Court Marty Riessen | 4–6, 4–6        |